# Саміра Вайлі
Самі́ра Ва́йлі (англ. Samira Wiley; нар. 15 квітня 1987, Вашингтон, США) — афроамериканська акторка, яка здобула популярність роллю Пуссе Вашінгтон у серіалі «Помаранчевий — хіт сезону».

## Життєпис
Саміра народилася у Вашингтоні, США в родині пасторів баптистської церкви. У Саміри є брат Джош та сестра Аяна. У 1999—2001 навчалася у Burgundy Farm Country Day School. Після закінчення Середньої школи мистецтв Дюка Еллінгтона вступила до Джульярдської школи.

## Кар'єра
Акторка дебютувала на театральній сцені. Водночас отримувала епізодичні ролі в кіно та серіалах. У 2013 отримала роль Пуссе Вашінгтон у серіалі «Помаранчевий — хіт сезону». Спочатку її роль була епізодичною, починаючи з третього сезону — постійною. За цю роботу у 2015 акторка стала лауреаткою премії Гільдії кіноакторів США у категорії «Найкращий акторський склад у комедійному серіалі» разом з колегами по знімальному майданчику.

## Особисте життя
Саміра Вайлі — лесбійка.
З осені 2016 акторка заручена зі сценаристкою серіалу «Помаранчевий — хіт сезону» Лорен Мореллі (англ. Lauren Morelli). Пара зустрічається з 2014 року. Саміра та Лорен побралися 25 березня 2017.

## Фільмографія

### Фільми
| Рік  | Назва                    | Оригінальна назва            | Роль      | Примітки |
| ---- | ------------------------ | ---------------------------- | --------- | -------- |
| 2011 | «Нянь»                   | The Sitter                   | Тіна      |          |
| 2012 | «Бути Флінном»           | Being Flynn                  | Еша       |          |
| 2014 | «Гангста Love»           | Rob the Mob                  | Енні Белл |          |
| 2016 | «Нерв»                   | Nerve                        | Азхар     |          |
| 2017 | «Детройт»                | Detroit                      | Ванесса   |          |
| 2018 | «Соціальні тварини»      | Social Animals               | Лана      |          |
| 2019 | «Сховище»                | Vault                        | Керін     |          |
| 2021 | «Дати дуба в окрузі Юба» | Breaking News in Yuba County | Джонель   |          |
| 2021 | «Фінч»                   | Finch                        | Вівер     |          |

### Серіали
| Рік       | Назва                                 | Оригінальна назва                 | Роль             | Примітки    |
| --------- | ------------------------------------- | --------------------------------- | ---------------- | ----------- |
| 2011      | «Незабутнє»                           | Unforgettable                     | Джина            | 2 епізоди   |
| 2012      | «Підозрюваний»                        | Person of Interest                | медсестра        | 1 епізод    |
| 2013–2016 | «Помаранчевий — хіт сезону»           | Orange Is the New Black           | Пуссе Вашінгтон  | 50 епізодів |
| 2015      | «Закон і порядок: Спеціальний корпус» | Law & Order: Special Victims Unit | Мішель           | 1 епізод    |
| 2016      | «Улов»                                | The Catch                         | Ніа Брукс        | 1 епізод    |
| 2016–2019 |                                       | You're the Worst                  | Джустіна Джордан | 6 епізодів  |
| 2017–2025 | «Оповідь служниці»                    | The Handmaid's Tale               | Мойра            | 18 епізодів |